# Biologisierung
Biologisierung ist ein Sammelbegriff für die zunehmende Integration von Prinzipien der Natur in moderne Wirtschaftsbereiche, beziehungsweise die Entwicklung von Produkten oder Problemlösungen mit Hilfe der Lebenswissenschaften. So wird etwa von der Biologisierung der Wirtschaft, der Biologisierung der Industrie oder der Biologisierung der Technik gesprochen. Der Begriff beschreibt einen Wandlungsprozess, angetrieben durch den Erkenntnisgewinn in den Lebenswissenschaften und insbesondere der Biotechnologie. Biologisierung und Digitalisierung werden als konvergierende Prozesse aufgefasst, die sich gegenseitig verstärken können.  Die Biologisierung trägt zum Erfolg der Bioökonomie bei.

## Biologisierung der Wirtschaft
Unter dem Schlagwort der „Biologisierung der Wirtschaft“ bzw. der Industrie wird die zunehmende Anwendung von biologischen und lebenswissenschaftlichen Innovationen in der Wirtschaft verstanden. Darunter fällt etwa die Verwendung biologischer, nachwachsender Ressourcen in der Produktion, um „nachhaltige“ Produkte zu erzeugen. Beispiele sind Leichtbaumaterialien aus Lignin oder bio-basierte Kunststoffe aus Stärke. 
Biologische Erkenntnisse und Verfahren werden auch verwendet, um nachhaltiger zu produzieren. Beispiele hierfür sind Enzyme zur Konservierung von Lebensmitteln und biotechnologisch hergestellte Tenside in Waschmitteln, die biologisch abbaubar sind und gleichzeitig bei niedrigen Waschtemperaturen reinigen.
Ähnlich der Digitalisierung, können biologische Innovationen die Entwicklung neuer Produkte und Dienstleistungen in vielen verschiedenen Wirtschaftsbereichen ermöglichen. Vorreiter sind biologische Therapeutika oder „Biologicals“ z. B. in der Immunonkologie, biobasierte Implantate in der Medizintechnik oder Materialien wie biotechnologisch hergestellte Spinnen- oder Florfliegenseide. In der Informationstechnik kann DNA als hocheffizienter Datenspeicher dienen. In der Medizintechnik wird die Biologisierung auch als ein „Zusammenführung technischer und biologischer Komponenten“ definiert. Dieser Trend ist vor allem in der Orthopädie und bei der Diagnostik zu beobachten. Hier stehen biobasierte Sensoren, biologische Oberflächenbeschichtungen und „biologisierte“ Implantate, die sich im Körper bei Bedarf auch automatisch abbauen, im Fokus. Es existieren aber auch Anwendungen außerhalb der Biomedizin. Durch die Einlagerung von Zellen lässt sich etwa ein Beton herstellen, der spannungsbedingte Risse selbständig schließt.

## Biologisierung der Technik
Die Biologisierung der Technik verändert den industriellen Produktionsprozess selbst. Grundlage dafür ist die Verknüpfung der heute weitgehend linearen Prozesse zu multidimensionalen „technischen Ökosystemen“, Wissen, Fähigkeiten und Ressourcen werden vernetzt. Produktionsprozesse werden so flexibler und resilienter. Beispiele dafür existieren im Rahmen der additiven Fertigung sowie ökoeffizienter Kreislaufsysteme. Weitere Beispiele für die Biologisierung der Technik finden sich in der Logistik durch die Nutzung des Prinzips der Schwarmintelligenz sowie des autonomen Fahrens.
Selbstreplizierende und organisierende zelluläre Maschinen sind bereits seit Mitte des vergangenen Jahrhunderts Teil mathematischer Konzepte, aber bislang noch nicht verwirklicht.